# Beuschel

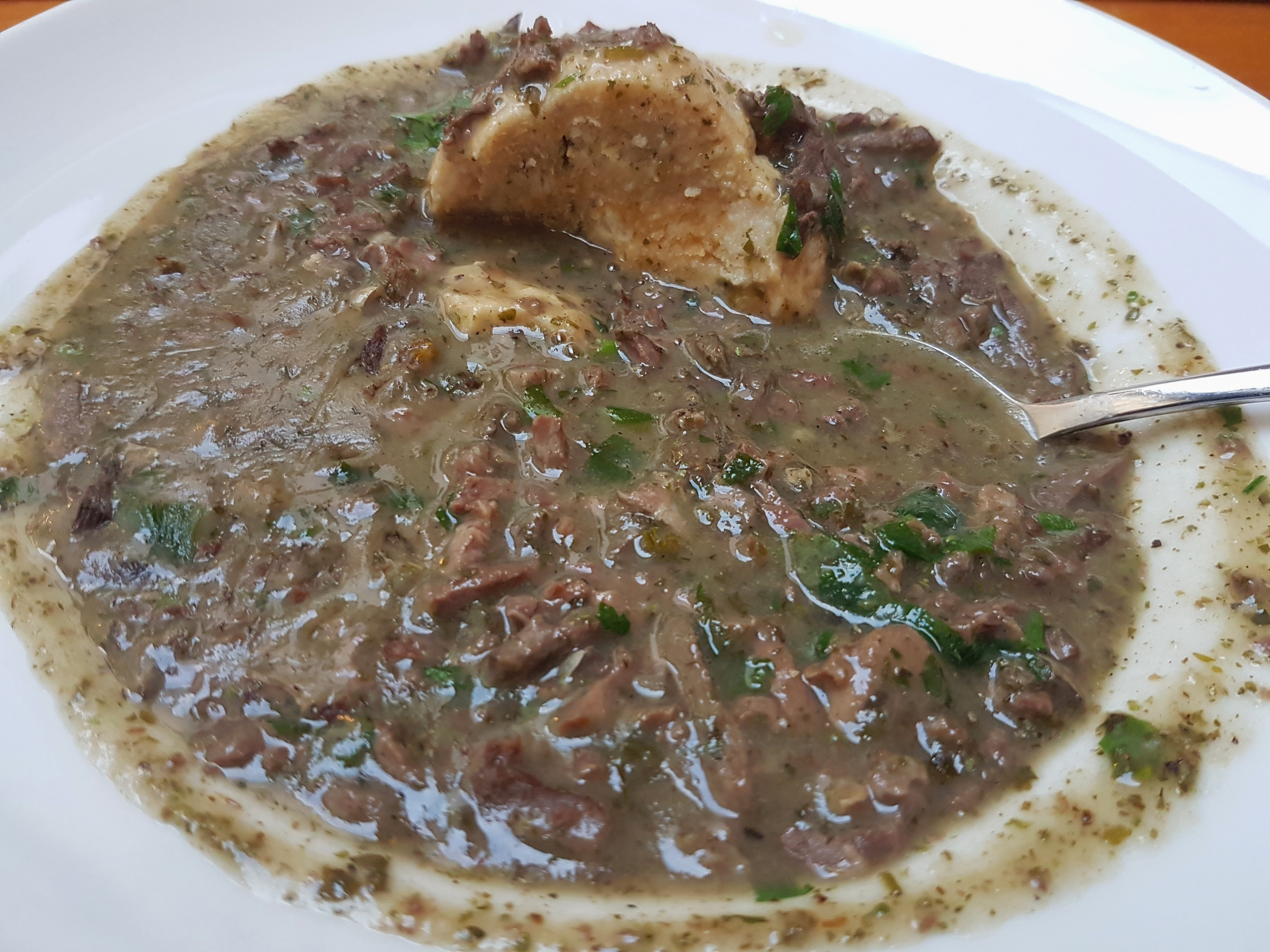
Pulmón de ternera con bola de masa de pan. Fotografiado en el Altsteirische Schmankerlstube de Graz.

Beuschel (en alemán: [ˈbɔʏʃl̩]) también conocido como Beuschl, Beuscherl, Saures Lüngerl, Lungensuppe o Lungenhaschee, es un plato de la gastronomía austríaca, bávara y bohemia (donde se le conoce como pajšl). Consiste típicamente en un guisado elaborado con pulmones y otros órganos, como corazón, riñones, bazo y lengua de ternera, res o cerdo. A menudo se sirve con una crema agria y albóndigas de pan. Es también muy consumido en Baviera y Bohemia.
La palabra Beuschel (a veces también llamada Peuschel) y Lüngerl (que en bávaro significa "corazón, pulmones, bazo e hígado") también se refiere a las entrañas superiores de un animal sacrificado, incluido el pescado.

## Nombre
En la terminología cinegética austriaca, el término se refiere a los pulmones, el hígado, el corazón, el bazo y los riñones del animal, conocidos como el "derecho del cazador". Según el Duden, la palabra se remonta al antiguo significado de "Bausch" (hinchazón), que se usaba para referirse a las entrañas. Según el Historische Lexikon Wien (Léxico Histórico de Viena), el término probablemente deriva de "pauschen, bauschen", que significa inflar (los pulmones). En Viena y sus alrededores, el término "Beuschel" o "Päuschlein" también se ha vuelto común en los estados federados occidentales y Egerland, en contraste con términos dialectales como "Lünglein", "Lüngel" o "Lüngerl".

## Preparación
El Beuschel se puede preparar con casi todos los pulmones y otros órganos como el corazón, la lengua y los riñones de ganado vacuno, porcino o de caza. En raras ocasiones, también se puede usar carne de oveja o cabra. Según la región, se puede preparar solo con pulmones o en combinación con otros órganos. Tradicionalmente, se prepara como ragú con pulmones de ternera, a veces complementado con corazón, bazo, hígado o lengua, según la receta.
Para su preparación, los pulmones y demás órganos se cuecen a fuego lento en un caldo agrio elaborado con agua, vinagre, azúcar, sal, pimienta, laurel y cebolla. Después, se cuelan los condimentos y la carne se corta en rodajas finas o en tiras. El caldo se espesa con un roux marrón. Para realzar el sabor, se puede añadir un poco de crema espesa o crème fraîche.
Originalmente, las vísceras, se servían como entrante antes del plato principal, conocido como "Voressen". Las guarniciones clásicas en Austria son albóndigas de pan o servilletas, mientras que en Franconia son comunes las albóndigas de patata o Baumwollene Klöße ("albóndigas de algodón"), junto con ensalada verde.

## Variaciones
- Alt-Wiener Salonbeuschel, compuesto de corazón y pulmón de ternera, refinados con jugo de gulash y crema espesa o agria, típicamente servido con servilletas o bolitas de pan.
- El Weinbeuschel solo se diferencia por la adición de vino tinto, a menudo con un toque de mostaza picante. También está disponible en lata de la empresa Inzersdorfer.[5][6]
- El Kalbslunge Krustierte es básicamente un Beuschel clásico, con yema de huevo y una salsa más espesa. La mezcla se deja enfriar, se corta en trozos del tamaño de un pulgar, se reboza en clara de huevo y pan rallado, y se fríe en grasa. El plato se adorna con perejil y rodajas de limón.slices.[7]
- Magdaléna Dobromila Rettigová describe el Gebratenes Kalbsgeschlinge como un plato en el que primero se hierven los pulmones, el corazón y la carne de cerdo grasa, para luego transformarla en una especie de asado picado.
- Beuschelsuppe, también conocida como Lungensuppe, es una sopa en la que los pulmones se hierven en caldo, luego se cortan en tiras finas y se devuelven al caldo.[4]
- La Fischbeuschelsuppe, también conocida como Wiener Karpfenbeuschelsuppe, es un plato clásico de la cocina vienesa preparado a partir de las entrañas de la carpa (sin agalla).[1]